# Claude Lanzmann
Claude Lanzmann (Bois-Colombes, 27 novembre 1925 – Parigi, 5 luglio 2018) è stato un regista, sceneggiatore e produttore cinematografico francese.

## Biografia
È stato uno degli organizzatori della Resistenza al liceo Blaise Pascal di Clermont-Ferrand nel 1943. Partecipò alla lotta clandestina in città, poi alle azioni dei partigiani alla macchia dell'Alvernia. Gli fu assegnata una medaglia della Resistenza, fu nominato cavaliere della Legion d'onore e commendatore dell'Ordine nazionale del Merito. Docente all'Università di Berlino durante il blocco, incontrò nel 1952 Jean-Paul Sartre e Simone de Beauvoir, dei quali divenne amico; fu compagno della de Beauvoir dal 1953 al 1959. Da allora non ha mai smesso di collaborare alla rivista Les Temps Modernes ("Tempi Moderni") di cui è stato direttore dal 1986 al 2018, anno della sua morte.
Fino al 1970 divide la sua attività tra Les Temps Modernes e il giornalismo, scrivendo numerosi articoli e reportage, vivendo senza contraddizioni da ebreo la sua fedeltà ad Israele (dove si è recato per la prima volta nel 1952) ed il suo impegno anticolonialista. Firmatario del Manifesto dei 121, che denunciava, appellandosi alla non sottomissione, la repressione in Algeria, fu uno dei dieci accusati; in seguito diresse un numero speciale di Les Temps Modernes di più di mille pagine interamente dedicato al conflitto arabo-israeliano, nel quale, per la prima volta, arabi ed israeliani esponevano insieme le loro ragioni, e che resta tuttora un'opera di riferimento.
Nel 1970 Claude Lanzmann si consacra al cinema: realizza il film Pourquoi Israël, destinato in parte a rispondere ai suoi antichi compagni di lotta anticolonialista che si rifiutavano di comprendere come si potesse, pur volendo l'indipendenza dell'Algeria, volere anche la sopravvivenza di Israele. Quest'opera, che presenta di Israele un'immagine vera, non manichea, ottenne nel mondo intero un considerevole successo di pubblico. La prima ebbe luogo al New York Film Festival il 7 ottobre 1973, solo qualche ora dopo lo scoppio della guerra del Kippur.
Claude Lanzmann inizia a lavorare al film Shoah nel corso dell'estate 1974; la realizzazione della pellicola lo occupa a tempo pieno per undici anni. Il risultato è un film-fiume della durata di nove ore e mezza. Sin dalla sua uscita nelle sale, nel 1985, Shoah viene considerato un'opera fondamentale, sia dal punto di vista storico che cinematografico. Il film ha avuto ripercussioni che non accennano a decrescere: è stato oggetto di migliaia di recensioni, studi, libri e seminari nelle università di tutto il mondo. La pellicola ha ottenuto le più alte onorificenze ed è stata premiata a numerosi festival. Dopo Pourquoi Israël e Shoah, è Tsahal l'ultimo capitolo della trilogia di Claude Lanzmann, che conclude così una serie di lungometraggi presenti nella sua mente fin dall'inizio.
Nel 1988 Lanzmann ha partecipato al film documentario di Marcel Ophüls Hôtel Terminus.
Nel 2009 per Gallimard esce un libro di memorie, Le lièvre de Patagonie, tradotto in italiano da Elena Sacchini e Francesco Peri per Rizzoli Libri con il titolo La lepre della Patagonia. Matteo Cavanna ha contribuito all'edizione italiana del libro.
Nel 2013 Lanzmann pubblica il documentario L'ultimo degli ingiusti. Recuperando la lunga intervista filmata del 1975 al rabbino di Vienna Benjamin Murmelstein, tratteggia la figura formidabile dell'unico fra i decani dei ghetti d'Europa che fosse sopravvissuto alla Shoah. Il titolo provocatorio attinge alla descrizione che Murmelstein stesso fece di sé: prima dirigente e poi presidente degli anziani, egli si trovò ad operare nel campo di concentramento di Theresienstadt - dove morirono di stenti 33 000 ebrei e altri 88 000 furono deportati in altri lager - spacciato dalla propaganda nazista come città modello per gli ebrei ivi reclusi, negli anni dal 1943 al 1945. Processato per collaborazionismo dopo la guerra dai cecoslovacchi e assolto, si stabilì a Roma. Nella capitale italiana Murmelstein incontrò l'ostilità della comunità ebraica locale. Lanzmann riabilita il personaggio, che emerge come un acuto, intelligente e smaliziato cronista della politica persecutoria nazista. Il suo ruolo di decano era un "potere senza potere": Murmelstein collaborò coi nazisti senza potersi rifiutare, ma quantomeno cercò di rallentare la macchina dello sterminio, con una particolare abilità nel temporeggiare, che il decano stesso nel film definisce simile alla tela di Penelope, aspettando la sconfitta della Germania nazista. La sceneggiatura integrale del documentario è stata stampata in anteprima mondiale in Italia dall'editore Skira.
Il 5 luglio 2018 Claude Lanzmann è morto a Parigi, all'età di 92 anni; la notizia è stata annunciata dal suo editore Gallimard..

## Filmografia

### Regista
- Pourquoi Israel (1973) - documentario
- Shoah (1985) - documentario
- Tsahal (1994) - documentario
- Un vivo che passa (Un vivant qui passe) (1999) - documentario
- Sobibor - 14 ottobre 1943, ore 16.00 (Sobibor, 14 octobre 1943, 16 heures) (2001) - documentario
- Lights and Shadows (2008) - cortometraggio
- Le rapport Karski (2010) - film TV
- L'ultimo degli ingiusti (Le Dernier des Injustes) (2013) - documentario
- Napalm (2017) - documentario
- Les quatre soeurs (2018) - serie TV, 4 episodi

### Sceneggiatore
- Élise ou la vraie vie, regia di Michel Drach (1970)
- Pourquoi Israel (1973) - documentario
- Shoah (1985) - documentario
- Tsahal (1994) - documentario
- Un vivo che passa (Un vivant qui passe) (1999) - documentario
- Sobibor - 14 ottobre 1943, ore 16.00 (Sobibor, 14 octobre 1943, 16 heures) (2001) - documentario
- Lights and Shadows (2008) - documentario
- Le rapport Karski (2010) - documentario
- L'ultimo degli ingiusti (Le Dernier des Injustes) (2013) - documentario
- Napalm (2017) - documentario
- Les quatre soeurs (2018) - serie TV

### Produttore
- Un vivo che passa (Un vivant qui passe) (1999) - documentario

## Riconoscimenti
- BAFTA Awards
  - 1987 – Premio Robert Flaherty per il miglior documentario per Shoah
- Festival internazionale del cinema di Berlino
  - 1986 – Premio FIPRESCI (Forum) per Shoah
  - 1986 – Premio OCIC, menzione d'onore per Shoah
  - 1986 – Premio Caligari per Shoah
  - 2013 – Orso d'oro alla carriera
- Festival di Cannes
  - 2017 – Candidatura a L'Œil d'or per Napalm
- Premio César
  - 1986 – Premio César onorario per Shoah
  - 1995 – Candidatura per il miglior documentario per Tsahal
  - 2014 – Candidatura per il miglior documentario per L'ultimo degli ingiusti
- Chicago International Film Festival
  - 1973 – Candidatura al Gold Hugo per il miglior lungometraggio per Pourquoi Israël
  - 2013 – Candidatura al Premio del pubblico per L'ultimo degli ingiusti

- Los Angeles Film Critics Association Awards
  - 1985 – Menzione speciale per Shoah
- International Documentary Association Awards
  - 1986 – IDA Award per Shoah
- International Film Festival Rotterdam
  - 1986 – Miglior documentario per Shoah
- Vienna International Film Festival
  - 2001 – Premio dei lettori di Der Standard per Sobibor – 14 ottobre 1943, ore 16.00
- IndieLisboa – International Independent Film Festival
  - 2018 – Candidatura al Silvestre Award per il miglior lungometraggio per Les quatre soeurs
- CinEuphoria Awards
  - 2019 – Premio onorario Freedom of Expression per Les quatre soeurs
  - 2019 – Miglior documentario, concorso internazionale, per Les quatre soeurs

## Opere
- Claude Lanzmann, Shoah, Collana Saggi Stranieri, Rizzoli, Milano, 12 maggio 1987, ISBN 88-17-85480-8; Collana Tascabili.Saggi n. 171, Bompiani, 2000; Collana I Grandi Tascabili, Bompiani, gennaio 2014, ISBN 88-45-27568-X. Edizione del 2014, ISBN 978-88-452-7568-5. (Il libro è la trascrizione in italiano del film "Shoah" comprese le interviste viste e ascoltate nel film, da quella allo storico della Shoah Raul Hilberg a quella del nazista SS (Unterscharführer) del campo di sterminio di Treblinka Franz Suchomel).
- id., Un vivo che passa. Auschwitz 1943 - Theresienstadt 1944, curatore F. Sossi, Collana Rasoi n. 2, Cronopio, 2003, ISBN 88-85-41479-6
- id., SHOAH. Con 4 DVD, trad. G. Cillario e A. Montrucchio, Collana Stile Libero.DVD, Einaudi, Torino, 2007, ISBN 978-88-06-18951-8.
- id., La lepre della Patagonia, Collana Scala Stranieri, Rizzoli, Milano, gennaio 2010, ISBN 88-17-03608-0
- id., L'ultimo degli ingiusti, Collana Storie, Skira, Milano, 2014, ISBN 978-88-57-22421-3.